# Prionus aureopilosus
Prionus aureopilosus là một loài bọ cánh cứng trong họ Cerambycidae.